# بخش بریج‌واتر (شهرستان ویلیامز، اوهایو)
بخش بریج‌واتر (به انگلیسی: Bridgewater Township) یک منطقهٔ مسکونی در ایالات متحده آمریکا است که در شهرستان ویلیامز، اوهایو واقع شده‌است.
 بخش بریج‌واتر ۸۷٫۸ کیلومتر مربع مساحت و ۱٬۴۰۱ نفر جمعیت دارد و ۲۷۷ متر بالاتر از سطح دریا واقع شده‌است.